# 张瑾 (彭城伯)
张瑾（？—1480年），明朝外戚，彭城伯張麒的曾孙，明仁宗誠孝昭皇后的侄孙。

## 生平
张瑾的父亲张辅因病不能袭爵，张瑾的祖父张昶正統三年（1438年）六月去世。正統三年十月乙卯张瑾襲封彭城伯。朝廷以伯爵封张辅，命未下而张辅去世。张昶私蓄阉人，张瑾匿而不举。事发，下狱，不久获释。鼓城伯张瑾因葬妻称病不朝，而与诸公侯在私第饮酒。逯杲劾奏，差点得获重罪。成化十六年（1480年）四月张瑾去世。

## 子孙
- 子：张信，成化十七年（1481年）十二月丁卯襲彭城伯。
  - 孙：张欽，正德三年（1508年）十月甲戌襲彭城伯。嘉靖十七年（1538年）二月壬子卒。
    - 曾孙：张勳，嘉靖十七年（1538年）八月丙辰襲。
    - 曾孙：张熊，嘉靖三十年（1551年）六月壬戌襲，右府僉書彭城伯。
      - 玄孙：张守忠，萬曆中襲彭城伯，三十八年（1610年），後府僉書。
        - 张嘉猷，萬曆四十年（1612年）十二月辛亥襲彭城伯。
          - 张光祖，崇禎元年（1628年）七月庚申襲彭城伯。十二年（1639年）四月，左府僉書。城陷而死。